# Parisatida
Parisatida (lat. Parysatis) je bila perzijska princeza u doba vladavine Artakserksa I., odnosno perzijska kraljica i žena Darija II. (vladao od 423. do 404. pr. Kr.).
Prema antičkim izvorima, Parisatida je bila nezakonita kćer perzijskog vladara Artakserksa I. i njegove babilonske konkubine Andije. Bila je polusestra Kserksa II., Darija i Sogdijana. Navodno se udala za polubrata Darija II. s kojim je imala sinove Artakserksa II., Kira Mlađeg, Ostana i Oksatra. Od sinova najviše je favorizirala Kira Mlađeg pa je oko 407. pr. Kr. postavljen za satrapa zapadne Anatolije. Kada joj je muž Darije II. umro, podržavala je Kira i u borbi protiv legitimnog nasljednika Artakserksa II., no Kir je poginuo u bitci kod Kunakse, za što je krivila Tisaferna pa je na njen nagovor pogubljen. Također, Parisatidu antički povjesničari smatraju odgovornom za smrt Artakserksove supruge Stateire s kojom je bila u žestokim sukobima.

## Poveznice
- Artakserkso I.
- Darije II.
- Artakserkso II.
- Kir Mlađi

## Vanjske poveznice
- Parisatida (Ancientlibrary.com)  Arhivirana inačica izvorne stranice od 3. svibnja 2008. (Wayback Machine)
- Enciklopedija Britannica: Parisatida